# Персон (округ, Північна Кароліна)
Шаблон:StateAbbr_ 36°23′ пн. ш. 78°59′ зх. д. / 36.39° пн. ш. 78.98° зх. д.
Округ  Персон (англ. Person County) — округ (графство) у штаті  Північна Кароліна, США. Ідентифікатор округу 37145.

## Історія
Округ утворений 1791 року.

## Демографія
За даними перепису 
2000 року 
загальне населення округу становило 35623 осіб, зокрема міського населення було 9731, а сільського — 25892.
Серед мешканців округу чоловіків було 17188, а жінок — 18435. В окрузі було 14085 домогосподарств, 10115 родин, які мешкали в 15504 будинках.
Середній розмір родини становив 2,95.
Віковий розподіл населення поданий у таблиці:
| Стать    | До 15 років | 15-21 | 22-29 | 30-39 | 40-49 | 50-65 | 65-85 | Понад 85 |
| -------- | ----------- | ----- | ----- | ----- | ----- | ----- | ----- | -------- |
| Чоловіки | 3662        | 1455  | 1792  | 2671  | 2798  | 2863  | 1800  | 147      |
| Жінки    | 3522        | 1393  | 1770  | 2722  | 2972  | 3113  | 2576  | 367      |

## Виноски
1. ↑  U.S. Decennial Census. United States Census Bureau. Архів оригіналу за 1 травня 2019. Процитовано 18 січня 2015.
2. ↑  Historical Census Browser. University of Virginia Library. Архів оригіналу за 11 серпня 2012. Процитовано 18 січня 2015.
3. ↑  Forstall, Richard L., ред. (27 березня 1995). Population of Counties by Decennial Census: 1900 to 1990. United States Census Bureau. Архів оригіналу за 3 березня 2015. Процитовано 18 січня 2015.
4. ↑  Census 2000 PHC-T-4. Ranking Tables for Counties: 1990 and 2000 (PDF). United States Census Bureau. 2 квітня 2001. Архів оригіналу (PDF) за 18 грудня 2014. Процитовано 18 січня 2015.
5. ↑  State & County QuickFacts. United States Census Bureau. Архів оригіналу за 7 червня 2011. Процитовано 29 жовтня 2013.(англ.) Наведено за англійською вікіпедією.
6. ↑  American FactFinder. Бюро перепису населення США. Архів оригіналу за 26 лютого 2012. Процитовано 31 січня 2008.

| США | Це незавершена стаття з географії США. Ви можете допомогти проєкту, виправивши або дописавши її. |